# Valle delle Bruciate e Tresinaro
La Valle delle Bruciate e Tresinaro è una zona di protezione speciale della Rete Natura 2000 situata tra i comuni di Carpi e Novi di Modena, nella parte settentrionale della provincia di Modena.

## Descrizione e caratteristiche
Il sito è localizzato nella bassa pianura modenese a ridosso del confine provinciale con Reggio Emilia (che lo delimita a ovest e a mord) e comprende una vasta area agricola scarsamente urbanizzata attraversata dall'Autostrada del Brennero e dalla ferrovia Verona-Modena. Ricade in una ex area valliva, contigua alla ZPS Cassa d'espansione del Tresinaro (Reggio Emilia), caratterizzata da vaste superfici coltivate a riso, colture cerealicole, allevamenti ittici, stagni per l'attività venatoria, un'estesa rete di canali (tra i quali il Collettore Acque Basse Modenesi e la Fossa Raso) e scoli minori. Il sito costituisce una delle zone della pianura emiliano-romagnola con le maggiori densità e superfici di risaie.

## Fauna
Sono state segnalate almeno 23 specie di interesse comunitario, 5 delle quali regolarmente nidificanti (Tarabuso, Tarabusino, Cavaliere d'Italia, Martin pescatore e Averla piccola). Falco di palude e Albanella minore sono nidificanti irregolari. Inoltre, è un'importante area di sosta e di alimentazione al di fuori del periodo riproduttivo per numerose specie di Ardeidi, Anatidi e Limicoli.
Raganella e Tritone crestato ancora sopravvivono in un contesto solo in parte a loro ancora favorevole.

## Flora
Cinque habitat di interesse comunitario coprono poco meno del 4% di questo sito planiziale fortemente agricolo. Prevalgono gli habitat umidi di acque mesotrofiche perenni o temporanee, per lo più stagnanti e fiancheggiate da chenopodieti e paspaleti, non mancano bordi elofitici con canneti e magnocariceti, talora tendenti alla formazione lineare legnosa con salici e pioppi, anche con specie di terreni lungamente inondati come Gratiola officinalis e Scutellaria hastifolia.
In riduzione e minacciato è l'habitat 3150 di acque mesotrofiche con vegetazione di Magnopotamion o Hydrocharition.